# Anamniotes
Ce taxon est aujourd'hui obsolète.

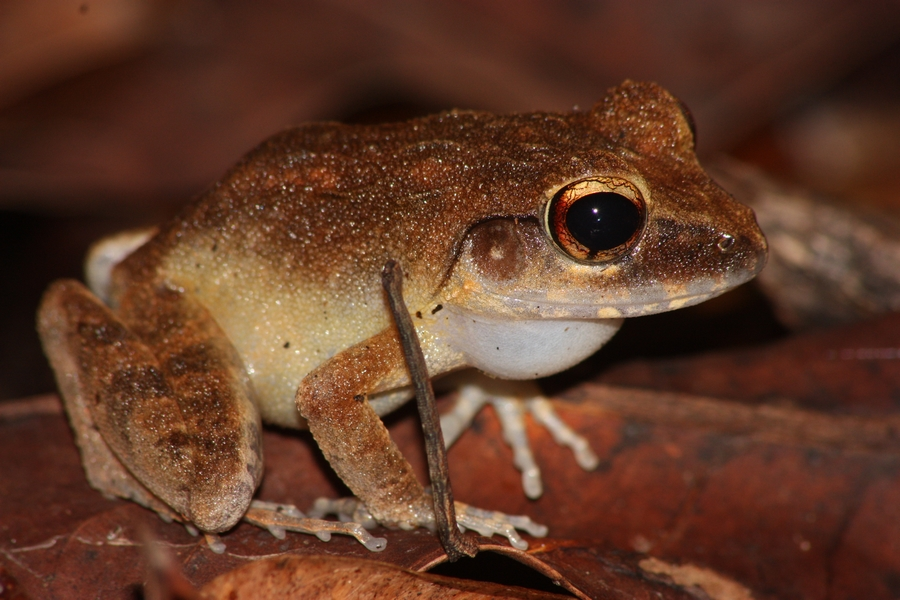
Comme les autres amphibiens, Cornufer papuensis était jadis classé parmi les anamniotes.

Les Anamniotes sont un groupe informel de vertébrés dont l'embryon ne possède pas d'amnios, comme les agnathes, les poissons et les amphibiens. Du point de vue phylogénétique, il ne s'agit pas d'un groupe pertinent, car ce taxon alternatif est défini par un caractère plésiomorphe (ancestral), par opposition aux amniotes qui ont acquis l'apomorphie (caractère dérivé) « présence d'un amnios ». Au cours de son développement, l'embryon ne reçoit aucun apport nutritif d'origine maternelle et vit uniquement aux dépens de ses propres réserves vitellines. Ce type de reproduction caractérise les vertébrés « inférieurs » aquatiques (cyclostomes, poissons) ou amphibies (amphibiens) qui pondent leurs œufs dans l'eau.